# Chua Luo-keng
Chua Luo-keng (čínsky pchin-jinem Hua Luogeng, znaky 华罗庚, 12. listopadu 1910 Ťin-tchan – 12. června 1985 Tokio) byl přední čínský matematik pracující zejména v teorii čísel, algebře, matematické analýze a numerické matematice. Jeho práce v oblasti matematické optimalizace ovlivnily čínské hospodářství.

## Život
Po střední škole chtěl studovat univerzitu, ovšem původně na to neměl peníze. Jeho článků si všiml profesor Siung Čching-laj a pozval jej k sobě na univerzitu Čching-chua do Pekingu, kde byl Chua Luo-keng nejprve formálně zaměstnán jako knihovník. Pilně vědecky pracoval a v roce 1934 mu bylo umožněno zařadit se mezi přednášející. V letech 1935–1936 navštívili univerzitu Jacques Hadamard a Norbert Wiener a následně se Wiener zmínil v Anglii o Chuovi Luo-kengovi G. H. Hardymu, který mu zařídil pozvánku na Cambridgeskou univerzitu, kde Chua Luo-keng strávil dva roky.
Po vypuknutí Druhé čínsko-japonské války se vrátil do Číny a stal se profesorem na univerzitě Čching-chua. Po konci války na pozvání Ivana Matvejeviče Vinogradova na tři měsíce navštívil Sovětský svaz a následně pobýval až do roku 1949 ve Spojených státech amerických, nejprve na Princetonské univerzitě a pak na Univerzitě Illinois v Urbana-Champaign.
V nově vzniklé Čínské lidové republice se stal vůdčí osobou matematické vědy i výuky matematiky. V době Velkého skoku vpřed, kdy začala být teoretická matematika ideologicky závadná, přesunul svou pozornost na aplikovanou matematiku. Vrátit se k teoretické matematice a opět navázat styky se zahraničními vědci mohl až po konci Kulturní revoluce.